# Vassil
 (octobre 2021).
 (octobre 2021).
Si vous disposez d'ouvrages ou d'articles de référence ou si vous connaissez des sites web de qualité traitant du thème abordé ici, merci de compléter l'article en donnant les références utiles à sa vérifiabilité et en les liant à la section « Notes et références ».
Vassil né en 1949 à Drancy, est sculpteur animalier français contemporain. Il est autodidacte mais dessine et peint depuis son plus jeune âge.

## Démarche artistique
Lorsqu’il s'essaie à la sculpture en 1991, il adopte instantanément ce mode d’expression artistique. Passionné par les animaux et l’éthologie, il devient exclusivement animalier. Pour lui, la similitude des émotions qui lie l’homme à l’animal et notamment aux mammifères évolués permet d’exprimer sans tabou toute la palette des situations et des sentiments que chacun peut vivre : la lutte pour la survie, la maternité, l’amour filial ou fraternel. Ainsi chaque pièce de Vassil raconte une histoire qu’il a le plus souvent imaginée et écrite avant la création. Il préfère comme sujet des animaux sociaux (les lionnes, les ours, les guépards, les loups) mais surtout ceux qui, parmi tout le règne animal, vont répondre le mieux à ce qu’il veut exprimer et mettre en scène. L’œuvre se concentre sur les regards qui parfois se croisent à l’intérieur de groupes en mouvement ou regardent le spectateur. 
Le bronze  est devenu, depuis 1999, la matière de prédilection du sculpteur car la seule permettant les mouvements spectaculaires. Il travaille avec la fonderie Chapon depuis cette date.

## Expositions et récompenses
- Festival International de l’oiseau et de la nature d’Abbeville ;
- Festival International de la nature de Montier-en-Der ;
- Festival International Animalier de Sully-sur-Loire ;
- Festival International animalier de Ménigoute ;
- Salon Art Nature et Animaux - espace Auteuil et espace Champerret à Paris, de 2002 à 2006 ;
- Salon du Mérite Artistique Européen France à Erquy ;
- Salon de l’école Française - Paris (17e) ;
- Wildlife Artists Promotions Days, Bruges Belgique ;
- Wild in de Natuur , Enschede - Hollande, de 2004 à 2007 ;
- Salon National des Artistes Animaliers à Bry-sur-Marne, de 2000 à 2006 ;
- Société National des Beaux Arts, au carrousel du Louvre en 2006 ;
- Art en Capital au Grand Palais à Paris, de 2006 à 2011 ;
- Salon des Artistes Indépendants à l’espace Champerret à Paris de 2002 à 2009 ;
- Salon d’Automne en 2011 ;
- Salon des artistes français 2011 ;
- 2e prix de sculpture au Festival International Animalier de Sully sur Loire en 2000 ;
- 1er prix de sculpture au salon international du val d’or en 2001 ;
- Grand prix d’Art - Mérinos d’Or à la biennale de sculpture animalière de Rambouillet en 2002 ;
- Prix MORI au Salon National des Artistes Animaliers de Bry-sur-Marne en 2002 ;
- Prix du Conseil Général de l’Essonne à l’ADAC en 2003 ;
- Prix du Conseil Général des Yvelines à Chatou en 2003 ;
- Prix du public à Wild in de Natuur, Enschede - Hollande en 2003 ;
- Prix SANDOZ au Salon National des Artistes Animaliers à Bry-sur-Marne en 2004 ;
- Prix RUMSEY au Salon National des Beaux Arts en 2006 ;
- Médaille de bronze au Salon des artistes français en 2011 ;
- Sociétaire de la Société des artistes indépendants.
- Membre de la Maison des artistes.

## Œuvres
- Deux guépards en chasse, Les deux frères s’élancent à la poursuite d’une gazelle de Thomson, ils n’ont rien mangé depuis trois jours et la faim leur tenaille le ventre...
- Bianga, Portrait d’une vieille lionne ''La vieille lionne avait mené de nombreuses chasses, subi quelques famines, élevé plusieurs portées et surtout souffert des nombreuses guerres de clans. Maintenant elle se méfiait de tout et de tous...
- Réconfort, Les deux jeunes macaques sont effrayés par le tumulte qui règne dans la troupe et tentent de se rassurer serrés l’un contre l’autre...
- La course du guépard, Sous le soleil brûlant il s’élance pour se nourrir...Il cherche sa respiration et puise dans ses ressources. Ses tempes cognent très fort...
- Jeux félins, Les deux guépardeaux sont bien trop occupés par leurs jeux pour s’intéresser à ce qu’il se passe aux alentours…
- Le choc, monument de 4 m de long inauguré à montereau-fault-yonne en 2006. Soudain, l'un des deux cerfs prend l'avantage!!! L'autre essaye bien de résister, mais l'assaut est si brutal qu'il en perd l'équilibre...
- Reprise de la chasse, Après le violent incendie qui ravagea la savane pendant trois jours, la vie reprend inexorablement son cours. La lionne repart en chasse, bien déterminée à assouvir sa faim et nourrir son clan…
- Détermination, Il surveillait au loin la progression de deux lions étrangers qui venaient lui contester son autorité au sein du clan… Il les toisait et sentait l’adrénaline monter, mais il ne céderait pas…
- Soif de tigre, Après s’être repu, le tigre se désaltéra tout en continuant à surveiller les sous-bois
- Panique, La gazelle de Thomson affolée tente un virage juste au moment précis où le guépard la rattrape…
- Tendresse, …Après sa défaite le lionceau vient chercher le réconfort auprès de sa mère. Elle sent l’amour maternel monter en elle... Il a encore besoin d’elle…
- Audace, Poussé par la faim et n’écoutant que sa fougue, le jeune guépard s’élance à la poursuite d’un gnou sans imaginer une seconde le risque encouru…